# Можаев, Павел Петрович
Па́вел Петро́вич Можа́ев (1930 — 1994) — советский партийный деятель, дипломат.

## Биография
Член КПСС с 1958 года, кандидат в члены ЦК КПСС в 1986—1990 годах. Окончил Ленинградский технологический институт целлюлозно-бумажной промышленности (1953).
- В 1953—1961 годах работал на предприятиях Ленинграда.
- В 1961—1962 годах — заместитель председателя Кировского райисполкома (Ленинград).
- В 1962—1970 годах — второй, первый секретарь Кировского райкома КПСС (Ленинград).
- В 1970—1983 годах — заведующий отделом Ленинградского обкома КПСС.
- В 1983—1984 годах — секретарь Ленинградского обкома КПСС.
- В 1984—1986 годах — второй секретарь Ленинградского обкома КПСС.
- В 1986 году — сотрудник аппарата ЦК КПСС.
- С 13 августа 1986 по 15 марта 1988 года — чрезвычайный и полномочный посол СССР в Афганистане[1].
- В 1988—1991 годах — посол по особым поручениям МИД СССР.